# Bảo tàng Vùng Kociewie ở Starogard Gdański
Bảo tàng Vùng Kociewie ở Starogard Gdański (tiếng Ba Lan: Muzeum Ziemi Kociewskiej w Starogardzie Gdańskim) là một bảo tàng tọa lạc tại số 2 Phố Boczna, Starogard Gdański, Ba Lan. Trụ sở của Bảo tàng là hai trong số những tòa tháp còn lại ngày nay của hệ thống tường thành cũ là Tháp Narożna và Tháp Gdańsk.

## Lịch sử hình thành

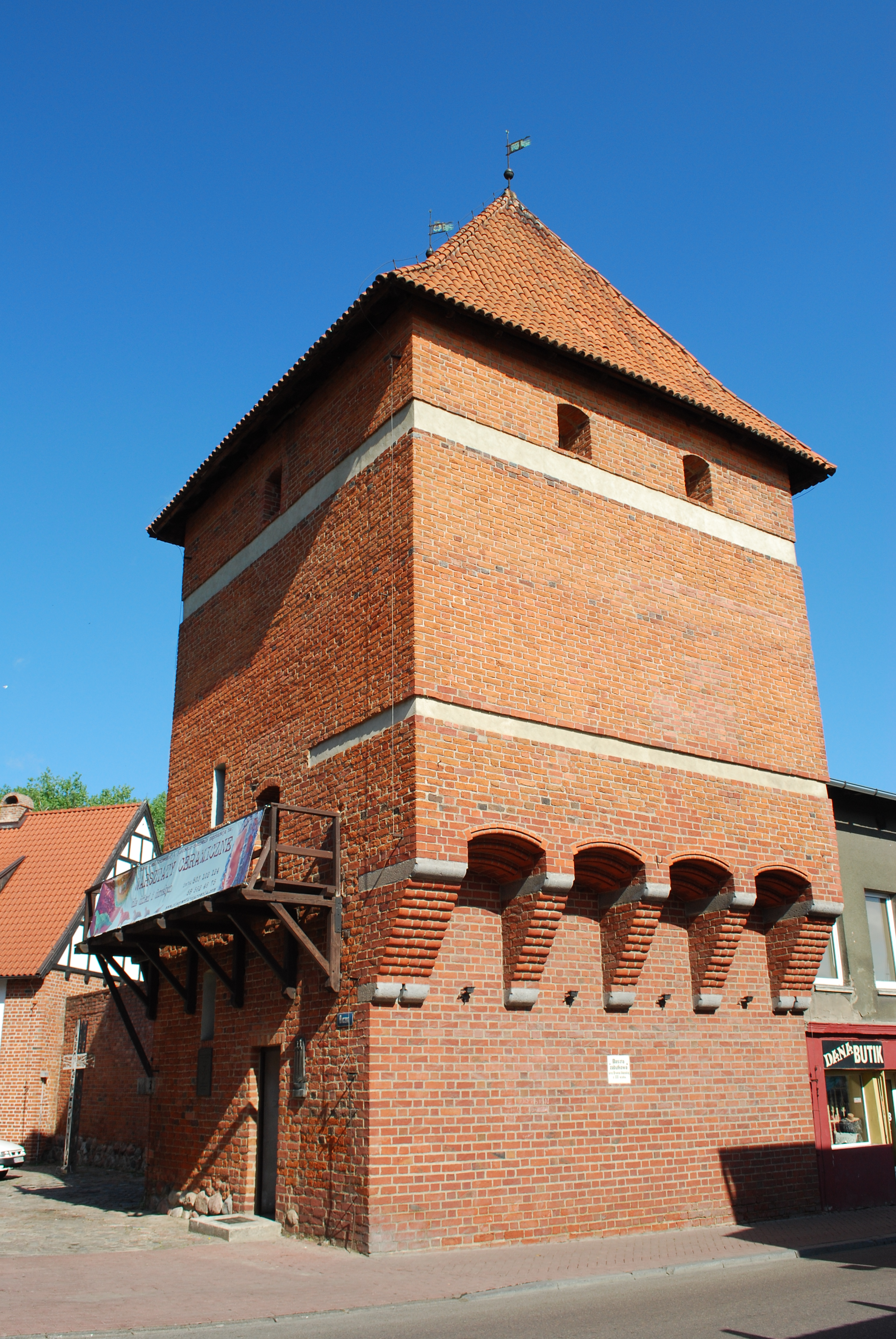
Tháp Gdańsk

Việc thu thập các bộ sưu tập của Bảo tàng có liên quan đến lịch sử và văn hóa của Kociewie đã diễn ra từ rất sớm (bắt đầu từ thập niên 1960). Các bộ sưu tập ban đầu này được đặt tại Tháp Gdańsk. Năm 1973, Trạm phổ biến kiến thức khu vực được thành lập, về sau Trạm hợp tác với Hội những người yêu thích Vùng đất Kociewie. Các hoạt động chung của cả hai tổ chức đã dẫn đến việc thành lập Bảo tàng Vùng Kociewie. Bảo tàng Vùng Kociewie ở Starogard Gdański được chính thức thành lập vào năm 1980.
Năm 2001, một tòa nhà mới liền kề với Tháp Narożna được đưa vào sử dụng làm trụ sở thứ hai của Bảo tàng Vùng Kociewie. Việc xây dựng trụ sở này được thị trấn Starogard Gdański tài trợ.

## Giờ mở cửa
Bảo tàng Vùng Kociewie ở Starogard Gdański hoạt động quanh năm, mở cửa tất cả các ngày trong tuần trừ Chủ nhật. Khách tham quan phải trả phí vào cửa.